# Allofonia
Allofonia (wariantywność) – realizacja fonemów w różnych kontekstach przez głoski – allofony (warianty). Badanie allofonii stało się kluczowym tematem prac fonologii strukturalnej. Warianty, dotyczące zarówno fonemów spółgłoskowych, jak i samogłoskowych, są wyznaczane poprzez dystrybucje fonologiczne.